# Конкрије
Конкрије (фр. Concriers) насеље је и општина у централној Француској у региону Центар (регион), у департману Лоар и Шер која припада префектури Блоа.
По подацима из 2011. године у општини је живело 162 становника, а густина насељености је износила 33,47 становника/km². Општина се простире на површини од 4,84 km². Налази се на средњој надморској висини од 120 метара (максималној 124 m, а минималној 107 m).

## Демографија
| 1962. | 1968. | 1975. | 1982. | 1990. | 1999. | 2011. |
| ----- | ----- | ----- | ----- | ----- | ----- | ----- |
| 131   | 161   | 143   | 128   | 138   | 145   | 162   |

График промене броја становника у току последњих година